# Folkestone and Hythe
Folkestone and Hythe es un distrito no metropolitano del condado de Kent (Inglaterra). Fue constituido el 1 de abril de 1974 bajo la Ley de Gobierno Local de 1972 como una fusión de los antiguos municipios de Folkestone, Hythe, Lydd y New Romney, y los distritos rurales de Elham y Romney Marsh. Hasta el 1 de abril de 2018, el distrito fue llamado Shepway; el nombre fue cambió perque la mayoría de la población británica no supo donde estaba.

## Geografía
Según la Oficina Nacional de Estadística británica, Folkestone and Hythe tiene una superficie de 356,7 km².

## Demografía
Según el censo de 2001, Shepway (su nombre al tiempo) tenía 96 238 habitantes (47,85% varones, 52,15% mujeres) y una densidad de población de 269,8 hab/km². El 19,53% eran menores de 16 años, el 70,18% tenían entre 16 y 74 y el 10,29% eran mayores de 74. La media de edad era de 41,33 años. 
La mayor parte (93,54%) eran originarios del Reino Unido. El resto de países europeos englobaban al 2,97% de la población, mientras que el 0,7% había nacido en África, el 2% en Asia, el 0,32% en América del Norte, el 0,08% en América del Sur, el 0,22% en Oceanía y el 0,16% en cualquier otro lugar. Según su grupo étnico, el 97,29% de los habitantes eran blancos, el 0,71% mestizos, el 1,45% asiáticos, el 0,21% negros, el 0,19% chinos y el 0,15% de cualquier otro. El cristianismo era profesado por el 75,43%, el budismo por el 0,22%, el hinduismo por el 1,04%, el judaísmo por el 0,11%, el islam por el 0,35%, el sijismo por el 0,02% y cualquier otra religión por el 0,33%. El 14,63% no eran religiosos y el 7,87% no marcaron ninguna opción en el censo.
El 40,13% de los habitantes estaban solteros, el 42,29% casados, el 2,07% separados, el 7,48% divorciados y el 8,03% viudos. Había 41 155 hogares con residentes, de los cuales el 30,7% estaban habitados por una sola persona, el 10,05% por padres solteros con o sin hijos dependientes, el 57,09% por parejas (47,89% casadas, 9,2% sin casar) con o sin hijos dependientes, y el 2,16% por múltiples personas. Además, había 2604 hogares sin ocupar y 733 eran alojamientos vacacionales o segundas residencias.	